# Kassabella
Kassabella es un género de foraminífero planctónico considerado un sinónimo posterior de Archaeoglobigerina de la Familia Rugoglobigerinidae, de la Superfamilia Globotruncanoidea, del Suborden Globigerinina y del Orden Globigerinida. Su especie tipo era Loeblichella carteri. Su rango cronoestratigráfico abarcaba el Cretácico superior.

## Descripción
Kassabella incluía especies con conchas trocoespiraladas, globulares, de trocospira baja a plana; sus cámaras eran globulares a ovaladas; sus suturas intercamerales eran rectas e incididas; su contorno era lobulado; su periferia era redondeada a subaguda; su ombligo era muy amplio y somero; su abertura principal era interiomarginal, umbilical-extraumbilical a espiroumbilical, con el área umbilical protegida por una tegilla; presentaban pared calcítica hialina, macroperforada, y con una superficie rugosa o costulada, con costillas dispuestas meridionalmente.

## Discusión
El género Kassabella no ha tenido mucha difusión entre los especialistas. La mayor parte de los autores han considerado Kassabella un sinónimo subjetivo posterior de Archaeoglobigerina. Clasificaciones posteriores incluirían Kassabella en la Superfamilia Globigerinoidea.

## Paleoecología
Kassabella, como Archaeoglobigerina, incluía especies con un modo de vida planctónico, de distribución latitudinal cosmopolita, preferentemente subtropical a templada, y habitantes pelágicos de aguas superficiales (medio epipelágico). 

## Clasificación
Kassabella incluía a las siguientes especies:
- Kassabella carteri †
- Kassabella hessi †